# Economia Austriei

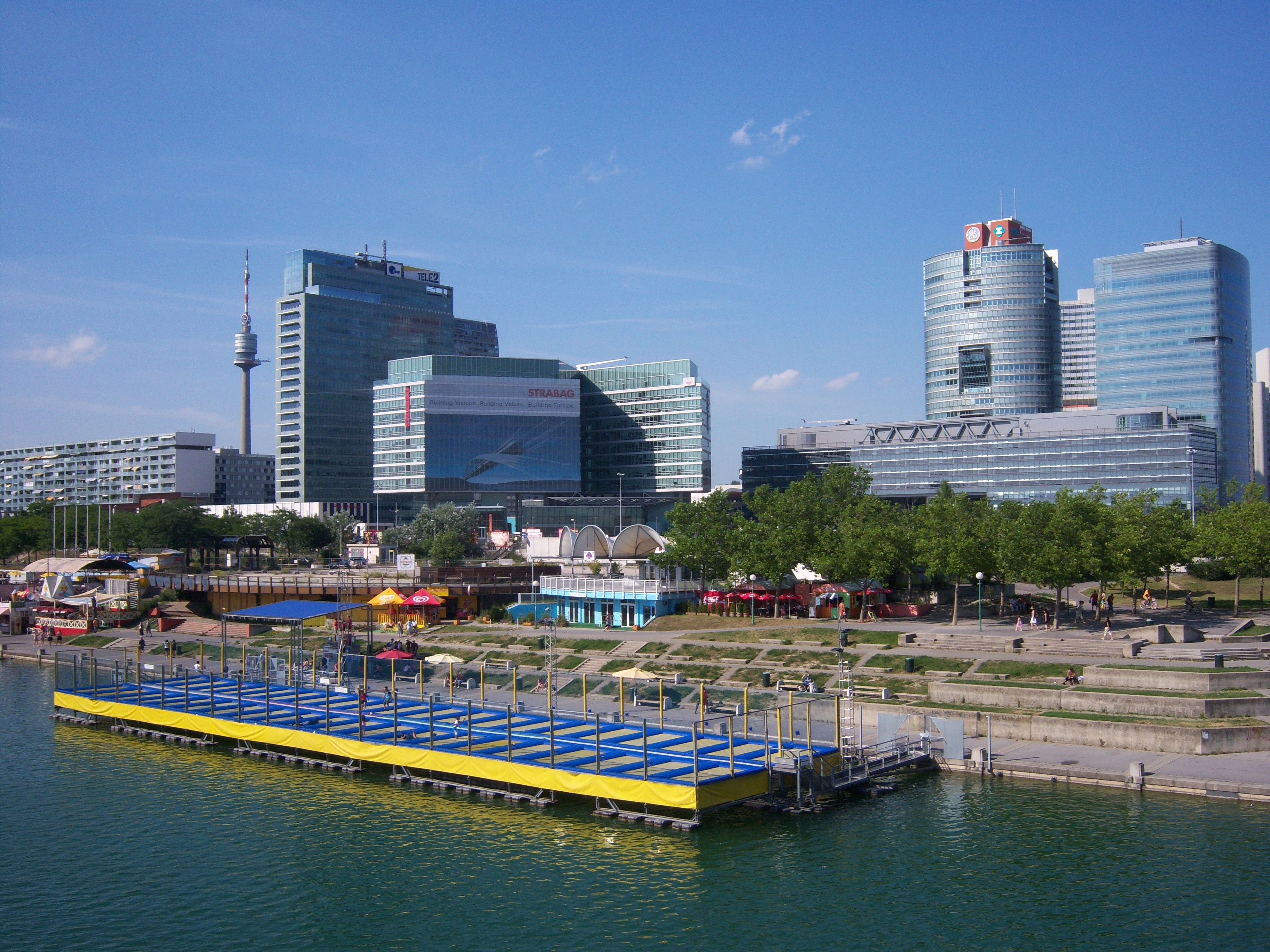
Donau City, Viena.

Austria are o economie de piață prosperă iar locuitorii ei beneficiază de un trai ridicat. Austria face comerț cu multe alte țări din Uniunea Europeană, mai ales Germania. Austria a beneficiat, de asemenea, de puternice relații comerciale cu țările din Europa Centrală, de Est și Sud-Est, în special în sectorul bancar și al asigurărilor. 
După mai mulți ani de crestere economică și de scădere a șomajului, criza financiară internațională și recesiunea din 2008 a dus la o scădere a nivelului economic. PIB a suferit o contracție de 3,9% în 2009, dar a crescut cu 2% in 2010 și cu 3% în 2011. Șomajul nu a crescut la fel de mult ca în alte zone ale UE, în parte datorită subvențiilor guvernamentale pentru angajații care lucrau la program redus. .